# Générest
Générest ist eine französische Gemeinde mit 93 Einwohnern (Stand 1. Januar 2022) im Département Hautes-Pyrénées in der Region Okzitanien (vor 2016: Midi-Pyrénées). Sie gehört zum Arrondissement Bagnères-de-Bigorre und zum Kanton La Vallée de la Barousse.
Die Einwohner werden Générestais und Générestaises genannt.

## Geographie
Die Gemeinde Générest liegt in den Pyrenäen, circa 15 Kilometer südöstlich von Lannemezan an der Grenze zum Département Haute-Garonne.
Umgeben wird Générest von den sieben Nachbargemeinden:
| Lombrès  | Aventignan                                  | Tibiran-Jaunac                                          |
| Montégut | Kompassrose, die auf Nachbargemeinden zeigt | Saint-Bertrand-de-Comminges (Département Haute-Garonne) |
| Seich    | Sacoué                                      |                                                         |

Der höchste Punkt des Gemeindegebiets liegt auf dem Gipfel des Pic du Mont Caup an der Südspitze des Gemeindegebiets (1246 m).

## Einwohnerentwicklung

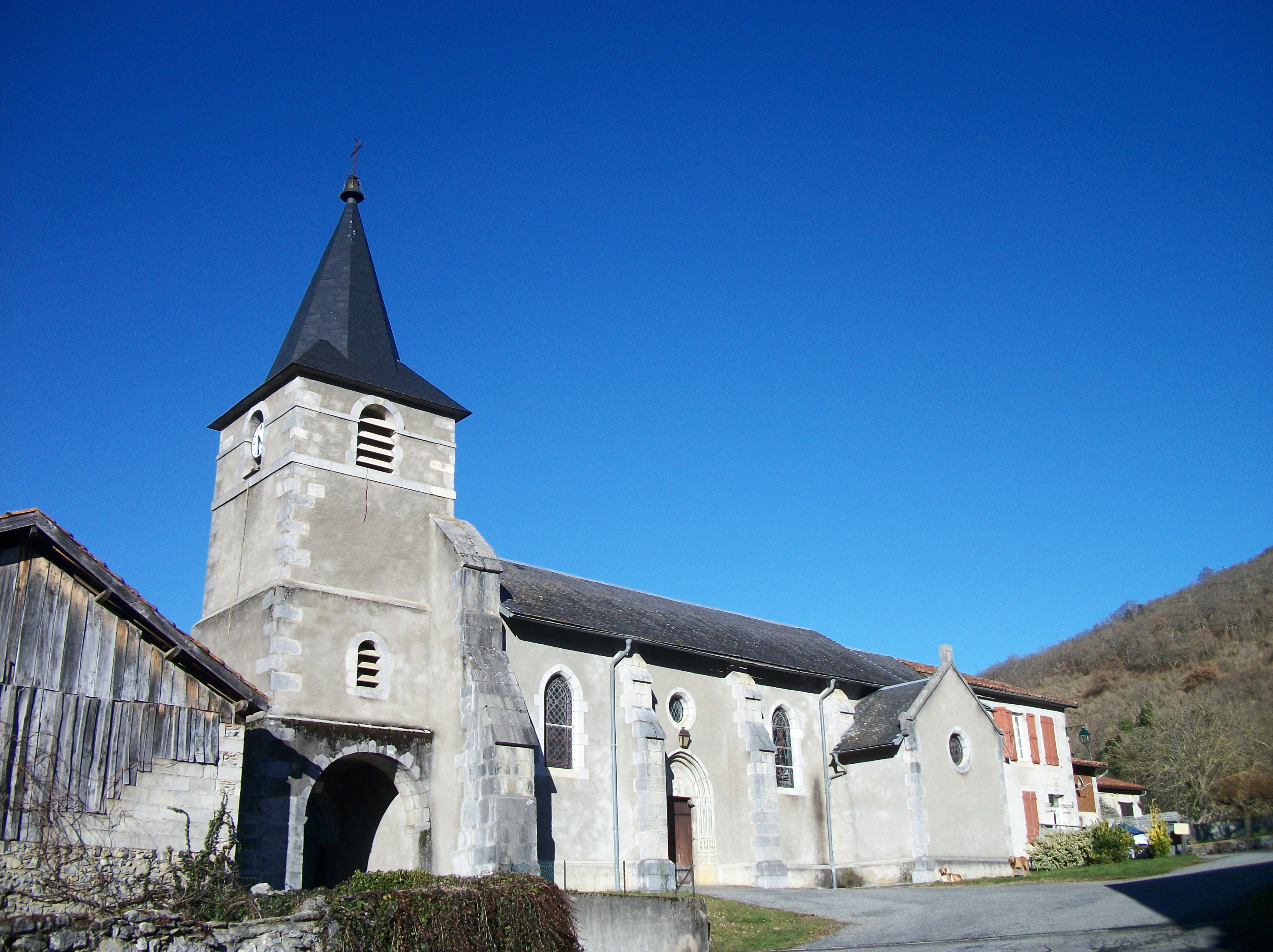
Pfarrkirche Saint-Étienne

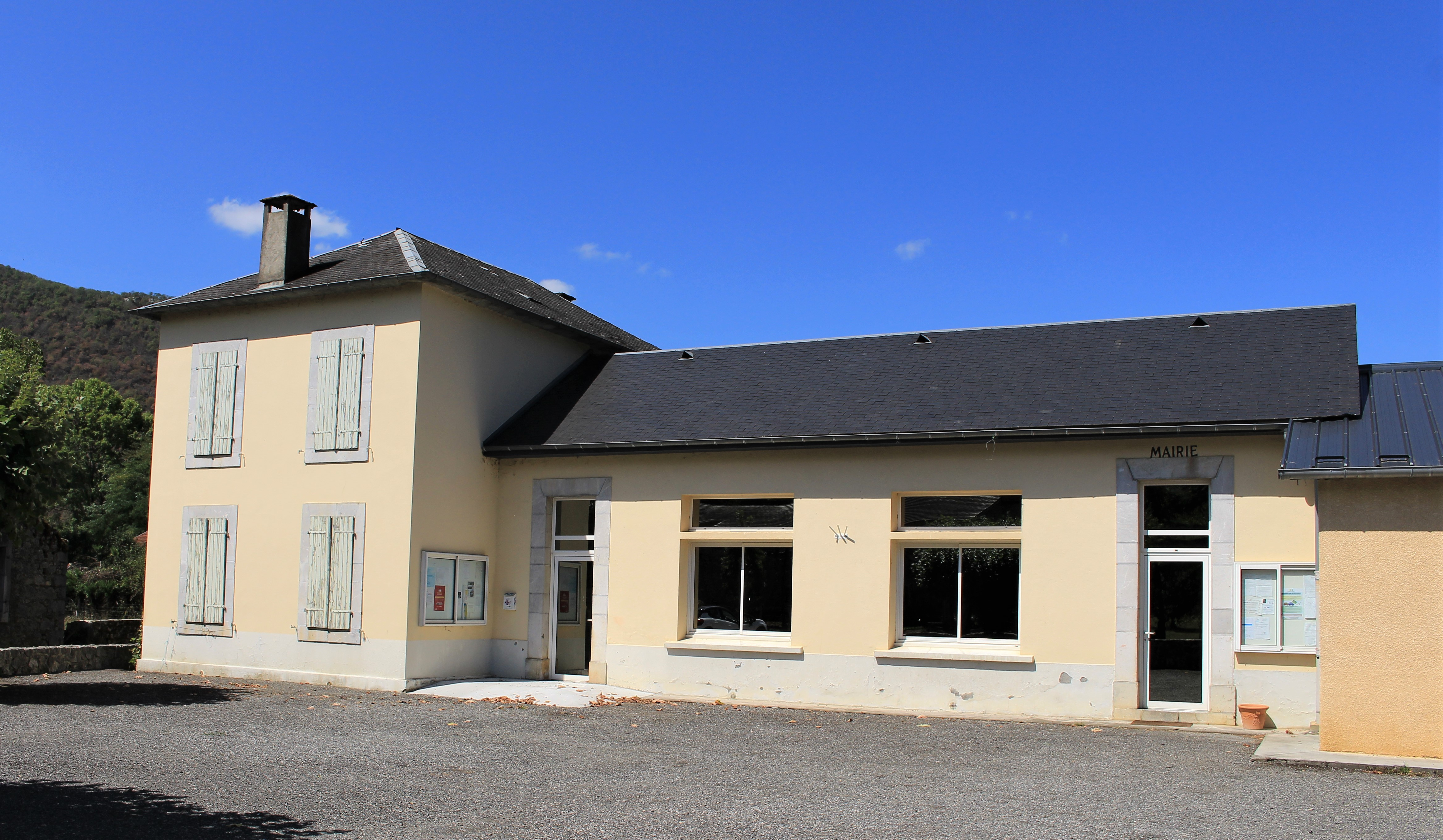
Mairie (Rathaus)

Nach Beginn der Aufzeichnungen stieg die Einwohnerzahl bis zur Mitte des 19. Jahrhunderts auf einen Höchststand von 505. In der Folgezeit sank die Größe der Gemeinde bei kurzen Erholungsphasen bis zu den 1980er Jahren auf rund 80 Einwohner, bevor sie sich seitdem auf einem Niveau von rund 100 Einwohnern stabilisiert.
| Jahr      | 1962 | 1968 | 1975 | 1982 | 1990 | 1999 | 2006 | 2011 | 2022 |
| --------- | ---- | ---- | ---- | ---- | ---- | ---- | ---- | ---- | ---- |
| Einwohner | 131  | 109  | 97   | 81   | 100  | 98   | 96   | 93   | 93   |

## Sehenswürdigkeiten
- Pfarrkirche Saint-Étienne aus dem 19. Jahrhundert. Ihre Besonderheit ist die Vorhalle, unter der sich eine Durchfahrt befindet.
- Gouffre de Poudac.

## Wirtschaft und Infrastruktur
Générest liegt in den Zonen AOC der Schweinerasse Porc noir de Bigorre und des Schinkens Jambon noir de Bigorre.

### Verkehr
Générest ist über die Route départementale 73 erreichbar, die hier endet.